# Коковинский, Николай Никитич
Никола́й Ники́тич Коковинский (Каковинский) (29 ноября 1736 — 22 августа 1814, Москва) — генерал-поручик, участник Русско-турецкой войны 1768—1774 годов, обер-комендант Москвы.

## Биография
Родился 29 ноября 1736 года. Происходил из старинного дворянского рода Коковинских. Его отец Никита Фёдорович Коковинский (ум. 1779) был офицером лейб-гвардии Преображенского полка, затем, перейдя на гражданскую службу, вице-президентом Мануфактур-коллегии и членом Ревизион-коллегии и в 1765 г. вышел в отставку с чином действительного статского советника. В 1767 году был депутатом от дворянства Гороховецкого уезда Московской губернии в Уложенной комиссии.
Коковинский был записан в службу в 6-летнем возрасте в 1742 году в лейб-гвардии Преображенский полк (в котором в то время служил его отец) и вслед за тем пожалован в пажи. В 1757 году произведён в подпоручики в лейб-гвардии Семёновский полк. Продолжая службу в этом полку, он получил чины поручика (1758), капитан-поручика (1761) и капитана (1762), а в 1763 году был переведён в Тенгинский пехотный полк с чином армейского подполковника. В том же году (17 апреля) он был произведён в полковники.
Командуя Тенгинским пехотным полком, Коковинский принял участие в русско-турецкой войне 1768—1774 годов, за отличие был произведён в 1771 году в бригадиры и через 5 месяцев (25 сентября) в генерал-майоры, после чего состоял при 1-й, затем 2-й армии, в 1776 году — при Украинской дивизии. В 1778 году был членом Московской конторы Военной коллегии.
Произведённый в 1779 году в генерал-поручики, Коковинский в 1780 году был назначен на должность Московского обер-коменданта и занимал этот пост до своего выхода в отставку в 1788 году. Скончался он в Москве 22 августа 1814 года и похоронен в Донском монастыре.

## Семья
Коковинский был женат на Марии Михайловне Сушковой (26 марта 1742—23 июля 1821). Их дочь Анастасия Николаевна (10 июля 1762—2 января 1842) вышла замуж за действительного статского советника Никиту Петровича Хитрово (1756—1809), брата Николая Петровича Хитрово; внучка Ирина Никитична Урусова (1784—1854), княгиня, замужем за князем, помещиком Ярославской губернии Н. Ю. Урусовым.